# Николай Ге
Николай Николаевич Ге е руски художник реалист, един от учредителите на Обществото на передвижниците. Той е живописец, портретист и майстор на религиозни картини. Техниката му на изпълнение на евангелска тематика е новаторска и в голяма степен остава неразбрана от съвременниците му. Много от платната му имат нелека съдба – появява се силна църковна цензура и тяхното показване в продължение на години е забранено. Неговият некласически Христос е изразителен и понякога даже неузнаваем. След смъртта на художника съдбата на някои от най-интересните му картини е невъзможно да се проследи.

## Детство и младост
Николай Ге е роден на 15 (27) февруари 1831 година в град Воронеж, в семейството на потомък на френски аристократ (Gay), емигрирал в Русия по време на Френската революция. В края на 18 век прадядото на художника се заселва в Москва. Бащата на Николай обаче става помешчик, оженва се за украинка, и детството на Николай преминава в имението в украинската област Подолие.
Николай завършва гимназия в Киев и постъпва във физико-математическия факултет на Киевския университет, а по-късно се премества в същия факултет в Петербургския университет. Учи в него в продължение на две години и през 1850 година се прехвърля в Художествената академия, където се обучава под ръководството на религиозния, исторически и портретен живописец, професор Пьотър Басин. Това са последните години от управлението на Николай I, когато потъпкването на човешкото достойнство става норма във всички области на живота в Русия. Обучението се ръководи при активното участие на императора и неговата дъщеря, която е президент на Академията. Младите художници се обучават в традициите на Класицизма, водещите професори не са взискателни, учебният процес не е на ниво и студентите са оставени почти сами на себе си. Те получават основните знания и навици от общуването си един с друг.
За свой истински учител Ге счита Карл Брюлов, чието творчество високо цени и приема платното му „Последният ден на Помпей“ като свой идеал. Той никога не се среща с майстора, но внимателно изучава картините му и възприема съветите му, които чува от художниците, работещи с него. Съхранява любовта и уважението си към големия живописец до самата си смърт, въпреки че в развитието си се отдалечава доста от неговия маниер на рисуване. Сюжетът на първата картина на Николай „Хаджи Абрек“ е избран под влияние на едноименната поема на Лермонтов и е близък до сюжетите на Брюлов.
В Академията Николай прекарва 7 години. През 1855 получава малък златен медал за картината „Ахил оплаква Патрокъл“. Награден е с голям златен медал за платното „Аендорската магьосница извиква духа на пророк Самуил за цар Саул“, при създаването на което Ге използва много от прийомите на Брюлов.
През 1856 година се жени за киевчанката Ана Забил, която произлиза от древен украински род. След завършването си на следващата година, заминава зад граница като степендиант на Академията и остава там от 1857 до 1863 година. Тръгва заедно с младата си съпруга, без да дочака нито връчването на медала, нито полагащите му се парични средства. Двамата заминават за Швейцария, Мюнхен и Париж, където посещават посмъртната изложба на френския исторически живописец Пол Деларош. Този художник оказва голямо влияние върху съдържанието и техническото изпълнение на картините на Ге.

## Италия
Прекарва известно време в Италия и до 1869 година работи във Флоренция, където рисува ескизи, портрети и пейзажи. Подготвя скици за своите бъдещи исторически картини, които е задължен да предаде в Академията. Изучава колорита на старите майстори и в същото време се интересува от най-актуалните проблеми в изкуството за онова време. В Италия стига до мисълта, че работата му трябва да тръгне в ново направление.
В Рим се запознава с художника Александър Иванов и с грандиозното му платно „Явяването на Христос пред хората“, което не му прави особено впечатление. Но благодарение на този художник, впоследствие се обръща към темата за последните дни и смъртта на Христос. По онова време се увлича от творбите на Микеланджело и рисува портрети и ескизи – „Смъртта на Виргиния“ (1857), „Любовта на весталката“ (1858) и „Разрушаването на Йерусалимския храм“ (1858).
Италианската природа го подтиква да се заеме с рисуване на пейзажи, които постепенно започват да заема сериозно място в творчеството му. Чувствата, които предизвиква природата в него са отразени в поредица етюди – „Планината Вико“, „Заливът Вико край Неапол“, „Лозе във Вико“, „Мостът във Вико“. Всички са създадени през 1858 година, когато художникът, заедно със семейството си, живее близо до Неапол.
Пейзажите от 1860-те години са рисувани докато пребивава във Флоренция – „Залез над морето в Ливорно“, „Нощен поглед от Сан Теренцо към Леричи“, „Ливорно. Морски далечини“ („Пътят към морето в Антиниано близо до Ливорно“). През 1860 година рисува картината „Смъртта на Имелда Ламбертаци“, но е силно разочарован от нея. Художникът изпада в такова състояние, че даже решава да се откаже от изкуството. Николай от детството си е дълбоко религиозен и в този момент се обръща към религията и Евангелието, където търси отговори на измъчващите го въпроси.
Между 1861 и 1866 година рисува „Портрет на А. П. Ге с децата“. На нея са изобразени съпругата му Ана, големият им син Николай, изправен до нея и по-малкия Пьотър, който седи на коленете ѝ. От цялата картина лъха щастие, спокойствие и обич между майка и деца.

## Тайната вечеря
След завръщането си в Русия става един от членовете-учредители на Обществото за пътуващи художествени изложби, наричано накратко Передвижници.
През втората половина на 19 век в живописта се оформят две направления – историческо и религиозно. Николай Ге е представител на историческото направление, а за картините му са присъщи точното изображение на природата, бита, архитектурата и интериора от онова време.
През 1863 година рисува картината „Тайната вечеря“, която е първата от поредица с евангелски сюжети и през есента е експонирана на изложба в Петербург. Тя се отличава с нова интерпретация на традиционните евангелски теми и авторът декларира нови философски и етични схващания. Художникът не идеализира образа на Христос, а го показва като реална личност, извършваща подвиг в името на човечеството. Основният принцип в платното е този на психологизма, на който съответстват както композиционното, така и цветовото решение. Въпреки явното противоречие с академичните канони, успехът на платното е толкова голям, че прескачайки академичното, му е присъдено директно професорско звание по историческа и портретна живопис. Картината е закупена от Александър ІІ.

## Отново в Италия
Радостен от посрещането на картината му в Русия, през следващата година той отново заминава за Италия и пак се установява във Флоренция. Започва работа върху ескизи на евангелска тематика – „Христос и Мария, сестрата на Лазар“, „Братята на Спасителя“ и много други. Въпреки че се стреми да овладее методите на критическия реализъм, той все още се обръща към Романтизма.
За картините му от 1864 година е характерна неразривната връзка между пейзажа и битовите мотиви. Фигурите на хората стават по-значими и от тях като че ли повяват покой и умиротворение. Тогава рисува пейзажа „Флоренция“ и ескиза „Мария, сестрата на Лазар посреща Исус, идващ в дома им“. Художникът работи над пейзажи до края на пребиваването си в Италия, някои от които по-късно служат като етюди към следващи картини. Например „Дъбова гора в Сан-Теренцо“ и „Маслинена гора в Сан-Теренцо“ са използвани за платното „Христос в Гетсиманската градина“.
В картините и ескизите му от онова време може да се проследи тенденцията за развитие на образа на Христос. Докато в „Тайната вечеря“ той е представен като обречен и бездеен, в „Христос в Гетсиманската градина“ виждаме един горд и силен духом човек.
Освен пейзажите, Николай Ге рисува и много портрети, които са главно на негови близки, приятели, на жена му и децата.
През 1867 година във Флоренция се запознава с Александър Херцен и рисува неговия портрет, който се приема за най-добрия портрет, правен някога от художника, и един от най-добрите за 19 век. През същата година рисува и портрет на немския физиолог Мориц Шиф, а през следващата – и този на Йосиф Доманже, възпитател на децата на Херцен.
Следващата му картина „Предвестник на Възкресението“ е нарисувана в стила на Романтизма. Завършва я през 1867 година и я изпраща на изложба в Художествената академия в Петербург, но там отказват да я приемат. Приятелите на живописеца я излагат в Художествения клуб, но и там тя няма никакъв успех. Критиците насмешливо виждат във фигурата на Мария Магдалена „сврака или лястовица“. Същата участ постига и картината „Христос в Гетсиманската градина“ – както в Петербург, така и на изложбата в Мюнхен през 1869, където я изпраща заедно с „Предвестник на Възкресението“.

## Санкт Петербург
След 10 години, прекарани в Италия, през 1870 година Николай Ге се завръща в Петербург. Промененият град силно впечатлява художника, който е възхитен от продължението на реформите на Петър I. Под влияние на тези чувства започва да рисува картина, посветена на императора. Това е историческото платно „Петър I разпитва царевич Алексей Петрович в Петерхоф“, рисувано през 1871 година. Излага я на първата изложба на Передвижниците, тя произвежда силно впечатление върху публиката и предизвиква сериозни спорове в пресата. Реалните събития в нея са предадени с достоверност на обстановката и ситуацията и правдивост на характерите. Известният исторически епизод в трактовката на Ге е представен като конфликт между двама много близки хора – баща и син, при който всеки от тях защитава своята истина. Император Александър II Николаевич поръчва едно копие от нея за себе си.
През 1870 година става един от организаторите и ръководителите на Передвижниците. През 1874 година Ге рисува нова картина – „Екатерина II при гроба на Елисавета“, която няма никакъв успех. През следващата година рисува „Пушкин в село Михайловско“, която картина също не прави впечатление на никого. Закупена е от писателя Николай Некрасов.
В тези години Ге попада в средата на писатели и учени и рисува много от тях. Част от тях са портретите на историка Николай Костомаров, писателите Иван Тургенев, Михаил Салтиков-Шчедрин, Николай Некрасов, литературоведа Александър Пипин, художника Валентин Серов, драматурга Алексей Потехин и много други. По същото време прави и бюста на руския писател и философ Васирион Белински.

## Украйна
През 1875 Николай Ге напуска завинаги Петербург и се заселва в с. Ивановско, Черниговска губерния на Украйна, където си купува малко имение. Отказва се от изкуството и се заема със селско стопанство, като го вълнуват главно въпроси, свързани с религията и морала. В записките си пише, че не трябва да се търгува с изкуство, а да се живее от селския труд. Но той все пак няма сили да се откаже съвсем от живописта и започва да рисува портрети на съседи и роднини.
Четири години по-късно започва нова картина – „Милосърдие. Това не е ли Христос?“, на която изобразява образа на Исус като бедняк. Платното е изложено през 1880 година в Петербург, но няма успех. За първи и последен път тя е експонирана на Осмата изложба на передвижниците. От нея остават единствено снимките, публикувани в албума на Ге от 1903 година. На нея е изобразена девойка, която подава вода на бедняк и се пита дали това не е Христос. За картината позират синът и снахата на Николай Ге. Съдбата на тази картина отново кара художника да спре да рисува за известно време.
Десет години след създаването ѝ, той я използва за да нарисува върху нея нова картина – „Какво е истината“ („Христос и Пилат“), която става най-противоречивото му произведение. Създава я по сюжет от 18 глава на Евангелието на Йоан, за което свидетелства авторският подпис на нея. Изобразен е моментът, когато Христос казва, че е дошъл на този свят за да проповядва истината, а Пилат небрежно му отговаря: „Какво е истината?“. Ге показва картината на изложбата на передвижниците през 1890 година, където получава одобрение за композиционното и цветово решение, но към образа на Христос са отправени много критики. Въпреки това, по настояване на Лев Толстой, Третяков я купува за галерията си, но тя не попада веднага в експозицията. Показана е зад граница, където има успех, особено в Хамбург, Берлин и Хановер. В САЩ е изложена в Балтимор и Бостън, но публиката там остава равнодушна към нея.
През 1882 година Ге се запознава с Лев Толстой и напълно попада под неговото влияние. Двамата често си пишат и споделят плановете си. Художникът постоянно се съветва с писателя и изцяло следва препоръките му. Даже под негово влияние, година след това, става вегетарианец. Старае се колкото е възможно по-малко да ползва прислуга и да прави сам всичко, което е във възможностите му. Освен това, избира за себе си и професията на „печкар“, като изработва поредица от пещи из целия окръг. По-късно, през 1884 година той рисува прекрасен портрет на Толстой.

## Преподавателска дейност
Въпреки острите критики, Ге има и доста привърженици и последователи на неговата художествена и жизнена философия. Това са главно възпитаниците на Киевското художествено училище, където понякога той чете лекции, разговаря с учениците и обсъжда техните творби. Самата обстановка в ателието, възможността да наблюдават работата на майстора и дългите разговори за изкуството стават своеобразна школа за младежите. Между неговите любими ученици са Николай Мурашко, С. Костенко, Виктор Замирайло, Алксандър Куренной, Григорий Бурданов, Степан Яремич, Лев Ковалски, Григорий Дядченко, И. Пархоменко и други.
След смъртта на жена му, много ученици ходят в имението при него и му помагат както в работата, така и в домакинството. Даже Степан Яремич му позира, завързан с канап към импрповизиран краст, за последната му и най-трагична картина „Разпятие“, която се превръща в своеобразен реквием на майстора.

## Светият цикъл
В този период Николай Ге се обръща към обществото с утопични проповеди за духовен протест против злото и провъзгласява величието на жертвата в името на идеите. Последните 15 години от живота си посвещава изключително на библейска тематика, наблягайки на вечната борба между Доброто и Злото. Той никога не е удовлетворен от работите си и често създава по няколко варианта на една и съща картина, които не винаги завършва. Темата за личността и учението на Христос постоянно занимава художника и той започва да рисува поредицата „Светият цикъл“, съдържаща 10 творби. В него освен „Какво е истината“ влизат картините „Напускане на тайната вечеря“ (1889), „Съвест. Юда“ (1891), „Пула“ (1891), „Съдът на Синедриона“ (1892) и накрая, през 1894 година – „Разпятие“, последния от няколкото варианта.
„Разпятие“ е неговата последна картина, която поразява с безизходността, безжалостността, свирепостта на наказанието и физическата мъка на Христос, които лъхат от нея. На 17 януари 1894 Ге завършва последния вариант на картината, който е загубен. Едва през есента на 1903 година синът на Ге успява да представи един от вариантите на изложба в Женева, където тя има огромен успех. В наши дни оригиналът се намира в парижкия музей Д’Орсе.
„Съдът на Синедриона“ е картина, забранена за показване лично от президента на Императорската худажествена академия, великия княз Владимир Александрович. За фигурата на момчето в нея позира внучката на художника Прасковя.
Цикълът се отличава с дълбок драматизъм и представлява разказ за истината и добротата, физическите страдания, и за личните жертви на човечеството по пътя си към нравствено усъвършенстване. Игнорирайки норми и условности, художникът достига до впечатляващи резултати в изобразяването на човешките мъки, обрисувайки ги с необичайна сила и достоверност. В тези картини той се проявява като предвестник на експресионизма.

## Последни години
Последните картини на Ге отново предизвикват спорове и в много вестници се разгаря полемика. „Какво е истината“, „Съдът на Синедриона“ и „Разпятие“ са забранени и свалени от изложбата. Първата е занесена в Европа и САЩ от един поклонник на художника, но там не произвежда никакво впечатление. Същата участ постига и втората картина. „Разпятие“ е свалена от изложбата на передвижниците и изложена в Лондон, където също няма успех. Ге обаче е доволен от впечатлението, което правят картините му, тъй като в тях той намира себе си.
По същото време рисува портретите на микробиолога Павел Костичев, на писателката Елена Лихачова, на Наталия Петрункевич, прави собствения си автопортрет и скулптрира бюстовете на Толстой и още един на Белински. През 1891 година умира жена му Ана, с която са заедно в продължение на 35 години.
Една от най-дълбоките по съдържание и новаторска по форма е картината „Голгота“, започната през 1892 година. Начинът, по който противопоставя персонажите, често използван от художника, намира тук ярко и лаконично изражение – властно протегнатата ръка, подаваща сигнал за начало на наказанието и Христос, който мълчаливо очаква дългата и мъчителна смърт в името на изкуплението на човечеството. Картината остава незавършена, а публиката я вижда едва след смъртта на художника.
Николай Ге умира на 1 юни 1894 година в имението си на 63-годишна възраст. След себе си оставя огромно количество писма и записки, в които обяснява отношението си към изкуството. Част от тях са отпечатани в различни вестници като отделни статии. Погребан е в с. Ивановско, днес Шевченко.

## Памет
През 1927 година Всеукраинският исторически музей, в днешно време Национален художествен музей на Украйна, купува от един от синовете на Ге 32 платна на майстора.
През 2011 година в Русия са върнати 56 картини на художника, откупени от частна сбирка в Женева и подарени на Третяковската галерия. През същата година в същата галерия е открита изложба с картини на Николай Ге, по случай 180 години от раждането му. Представени са над 200 платна.

## Исторически картини
- Ахил оплаква Патрокъл (1855)
- Любовта на весталката (1858)
- Смъртта на Имелда Ламбертаци (1860)
- Екатерина II при гроба на Елисавета (1874)
- Цар Борис и царица Марфа. Ескиз на неосъществена картина (1874)
- Пушкин в село Михайловско (1874)

## Портрети
- Портрет на Ана, жена на художника
- Александър Херцен (1867)
- Мориц Шиф (1867)
- Йосиф Доманже (1868)
- Николай Костомаров
- Михаил Салтиков-Шчедрин
- Екатерина Забело
- Николай Некрасов
- Лев Толстой
- София, жената на Толстой, с дъщеря им
- Елена Лихачова (1892)
- Наталия Петрункевич (1892)